# Blue (ban nhạc)
Blue là ban nhạc người Anh bao gồm 4 thành viên là Duncan James, Simon Webbe, Lee Ryan và Anthony Costa. Ban nhạc gây tiếng vang với các album phòng thu All Rise (2001), One Love (2002) và Guilty (2003), đều đạt vị trí quán quân tại Anh. Chỉ trong 4 năm hoạt động, họ phát hành tổng cộng 16 đĩa đơn và thực hiện 4 tour diễn vòng quanh thế giới, hợp tác thu âm cùng nhiều nghệ sĩ hàng đầu như Stevie Wonder, Elton John và Lil' Kim. Ban nhạc tạm dừng hoạt động vào năm 2004 và cho phát hành album tuyển tập Best of Blue vào cuối năm.
Blue tái hợp vào năm 2011 và là đại diện của Vương quốc Anh tham dự Eurovision Song Contest 2011 tại Düsseldorf với ca khúc "I Can" (vị trí 11 với 100 điểm). Năm 2013, họ phát hành album tiếp theo Roulette theo cùng là đĩa đơn "Hurt Lovers". Không lâu sau, họ nhận lời tham gia sự kiện tái hợp The Big Reunion cùng nhiều ban nhạc đình đám khác như Liberty X, Atomic Kitten và 5ive, sau đó là tour diễn cùng tên vòng quanh nước Anh. Ngày 27 tháng 3 năm 2013, Blue chính thức giới thiệu tour diễn vòng quanh thế giới đầu tiên của họ sau 10 năm.
Tổng cộng, Blue bán được hơn 15 triệu đĩa toàn thế giới. Theo British Phonographic Industry, ban nhạc bán được 3,6 triệu album và 1,4 triệu đĩa đơn tại Anh.
Tháng 4 năm 2015, Blue bị Sony Music thanh lý hợp đồng thu âm sau khi album cuối cùng của họ, Colours, chỉ bán được 4.000 đĩa trong tuần đầu tiên phát hành.

## Lịch sử

### 2000–01: Thành lập vàAll Rise
Tháng 5 năm 1999, Lee Ryan (khi đó 15 tuổi) và Anthony Costa (17 tuổi) lần đầu gặp nhau khi Simon Cowell thành lập một ban nhạc cho chương trình This Morning của ITV. Ryan cùng Will Young (người sau này trở thành quán quân đầu tiên của chương trình Pop Idol vào năm 2002) được lựa chọn, tuy nhiên Cowell không lựa chọn Costa.
Năm 2000, Costa rủ người bạn thân Duncan James thành lập ban nhạc chung, và anh liền gọi cho Ryan. Quản lý Daniel Glatman nhớ lại: "Duncan tới gặp tôi cùng người bạn Antony Costa. Cả hai người họ cùng có mong muốn thành lập một ban nhạc. Khi tôi hỏi liệu họ còn có ai tham gia dự án này nữa không, thì họ nói có một người muốn gia nhập tên là Ryan. Cả ba người bọn họ tới gặp tôi vài ngày sau đó, và ngay lập tức tôi choáng váng trước khả năng của họ." Ryan, Costa, James và Glatman cảm thấy ban nhạc vẫn còn thiếu một yếu tố nào đó, vậy nên họ tổ chức một buổi thử giọng. Và thành viên thứ tư của ban nhạc lại chính là người chung phòng với Ryan, Simon Webbe.
Blue ngay lập tức thu âm với đội hình hoàn toàn mới mẻ này. Họ cho ra mắt đĩa đơn đầu tay "All Rise" vào tháng 5 năm 2001, đạt vị trí số 4 tại UK Singles Chart. Đĩa đơn tiếp theo "Too Close" được phát hành vào tháng 8 và có được vị trí quán quân. Không lâu sau đó, họ tới New York ghi hình đĩa đơn "If You Come Back" và tận mắt chứng kiến Sự kiện 11 tháng 9. Phỏng vấn trên tờ The Sun, Ryan đã bình luận "Thành phố New York đã trở nên tan hoang", và thốt lên câu hỏi "Vậy còn những con cá voi thì sao? Họ có vẻ đang phớt lờ đi mạng sống của động vật. Động vật cần được bảo vệ, và điều đó mới thực sự quan trọng." Sự kiện này tạo nên nhiều tranh cãi và khiến Blue mất hợp đồng thu âm lớn tại Mỹ và nhận được yêu cầu sa thải Ryan khỏi dự án. Tuy nhiên, ban nhạc vẫn giành được vị trí quán quân với "If You Come Back".
Album All Rise sau đó được ra mắt vào đúng dịp Giáng sinh và nhanh chóng có được vị trí số 1 tại UK Albums Chart với hơn 1,3 triệu bản chỉ riêng tại Anh. All Rise nhận được chứng chỉ 4x Bạch kim và có 63 tuần nằm trong top 75 của bảng xếp hạng trên. Đĩa đơn cuối cùng của album này, "Fly by II", đạt vị trí số 6 vào tháng 3 năm 2002.
Album nhận được phản ứng khá trái chiều từ giới phê bình. Sharon Mawer từ AllMusic cho album điểm 3.5/5 "Giọng hát hòa âm mang lại những cảm xúc đích thực, và có lẽ chính điều đó tạo nên sự khác biệt của Blue với những nhóm khác." Andre Paine từ tạp chí NME chỉ chấm điểm 5/10 khi cho rằng các ca khúc "nhìn chung cũng ổn, nhưng không quá khác biệt so với những bài hát của các cô nhóc mới lớn. Đó cũng là phong cách của những nhóm boyband thịnh hành. 'If You Come Back' là bản ballad... kiểu Backstreet Boys. Nhưng ít nhất Stargate & Ray Ruffin đều biết mình đang làm gì. Blue còn trẻ và rất tài năng, hứa hẹn sẽ thành công trong sự nghiệp âm nhạc sau này."

### 2002–04:One LovevàGuilty
Album thứ hai của Blue, One Love, được phát hành vào tháng 10 năm 2002. Ba đĩa đơn trích từ album này là "One Love", "Sorry Seems to Be the Hardest Word" (cùng Elton John) và "U Make Me Wanna" lần lượt đạt các vị trí 6, 1 và 4 tại UK Singles Chart. "Supersexual" được ban nhạc lựa chọn để quảng bá cho tour diễn tại Nam Mỹ và Tây Ban Nha. Album đạt vị trí quán quân tại UK Albums Chart trong vòng một tuần, và tới ngày 20 tháng 12 năm 2003, album đạt chứng chỉ 4× Bạch kim.
Tháng 6 năm 2003, Hugh và David Nicholson tới nhóm Blue (Scotland) tiến hành khởi kiện tác quyền đối với ban nhạc và hãng đĩa EMI với khoản bồi thường 5 triệu bảng. Đơn kiện được toà Phúc thẩm xem xét do liên quan tới vấn đề sử dụng tên Blue làm nghệ danh. Sau vài phiên thương thảo, cả hai bên đã tiến tới thống nhất cùng chia sẻ tên Blue cho các hoạt động thương mại.
Album thứ 3 của Blue có tên Guilty phát hành vào tháng 11 năm 2003, đạt vị trí quán quân tại Anh ngay tuần đầu tiên phát hành với doanh số hơn 100.000 bản. Cả 4 đĩa đơn theo kèm đều lọt vào top 10 tại Anh bao gồm "Guilty" (2), "Signed, Sealed, Delivered, I'm Yours" (cùng Stevie Wonder và Angie Stone, 11), "Breathe Easy" (4) và "Bubblin'" (9). "The Gift" được ban nhạc lựa chọn để quảng bá tại thị trường Nhật Bản. Tổng cộng, album bán được hơn 1 triệu bản chỉ riêng tại Anh và nhận chứng chỉ 2x Bạch kim đúng một tháng sau.

### 2004–05:Best of Bluevà tạm dừng hoạt động

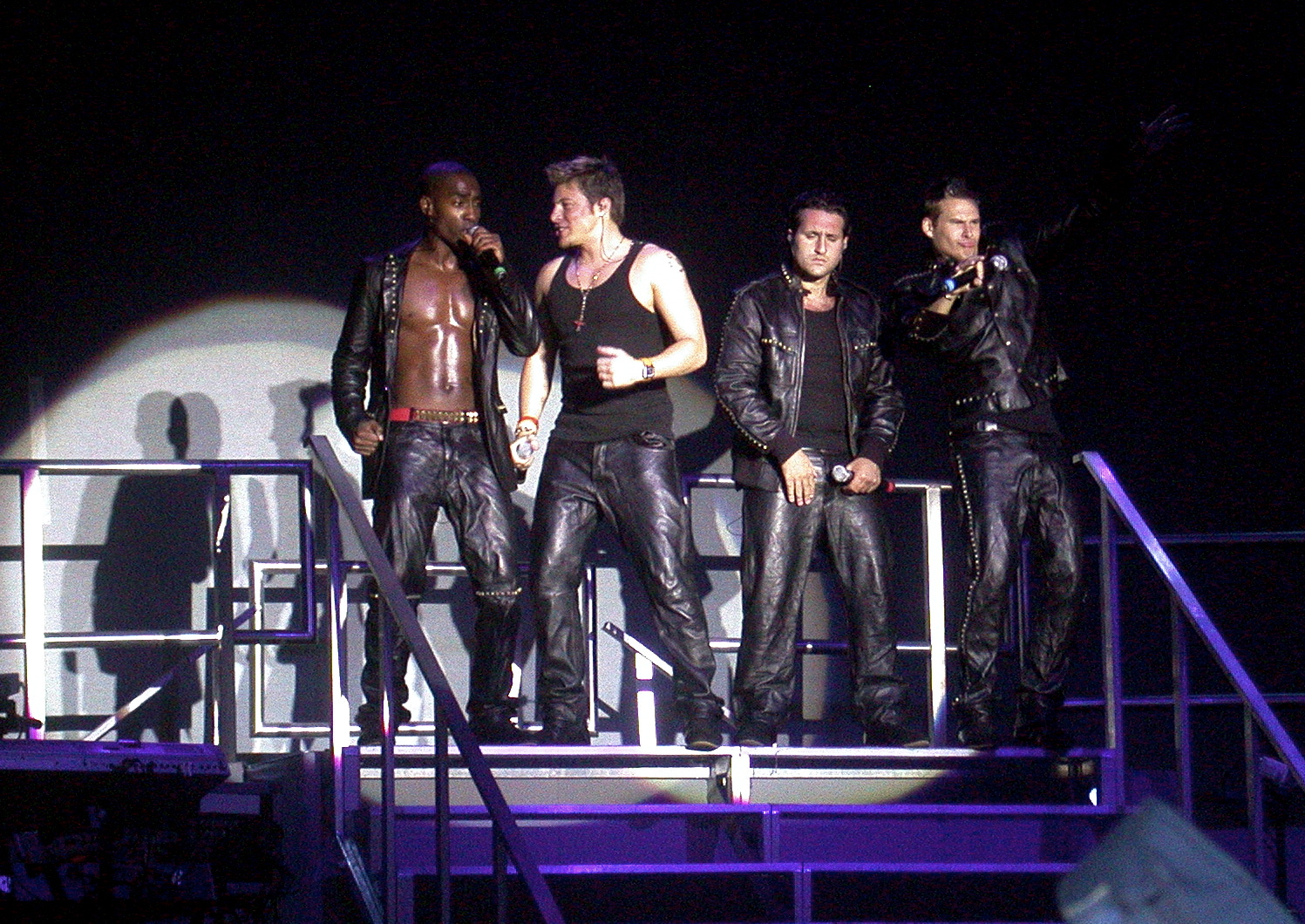
Blue trong tour diễn Greatest Hits Tour, năm 2005

Tháng 11 năm 2004, Blue ra mắt album tuyển tập mang tên Best of Blue. Các đĩa đơn theo kèm bao gồm "Curtain Falls" đạt vị trí số 4 tại Anh, "Get Down on It" và "Only Words I Know" có vị trí số 2 tại Ý và Pháp. Album cũng giành được vị trí á quân tại UK Albums Chart và nhận chứng chỉ 2x Bạch kim.
Mặt B của album là những giai điệu chưa từng được công bố của ban nhạc, do các thành viên Costa và Webbe lựa chọn. Ba ca khúc chỉ phát hành tại thị trường Nhật Bản là "The Gift", "It's Alright" và "Elements" cũng được bổ sung vào album. Best of Blue còn có cả đĩa đơn solo đầu tay của James là "I Believe My Heart", trong bản thu trực tiếp "Lonely This Christmas" từ đĩa CD:UK vốn được đề xuất chọn làm ca khúc số 7 của album lại bị loại bỏ không rõ lý do. Phiên bản album này được ra mắt vào tháng 7 năm 2005 tại nhiều quốc gia châu Âu, tại Nhật Bản, Thái Lan và Trung Quốc, nhưng lại không được phát hành tại Anh.
Cuối năm 2005, ban nhạc chính thức tuyên bố tạm dừng hoạt động để các thành viên có cơ hội phát triển sự nghiệp ca sĩ. Họ có ý định tái hợp vào năm 2009 nhưng không thành công.

### 2011–12: Eurovision Song Contest
Ngày 29 tháng 1 năm 2011, Blue tuyên bố tái hợp để đại diện Vương quốc Anh tranh tài tại Eurovision Song Contest 2011 với đĩa đơn mới "I Can". Lần tái hợp này cũng đánh dấu 10 năm thành lập ban nhạc, và họ quyết định ra mắt bộ phim tài liệu nhỏ có tên Eurovision: Your Country Needs Blue, công chiếu vào tháng 4 cùng năm ngay trước đêm chung kết của cuộc thi. Đây là lần thứ 3 mà ban nhạc được tận hưởng không khí của cuộc thi này từ vòng sơ loại của Vương quốc Anh: Ryan từng sáng tác ca khúc "Guardian Angel", trình bày Andy Scott-Lee (2005); Costa thậm chí về nhì vòng sơ loại năm 2005 với ca khúc "It's A Beautiful Thing"; trong khi James từng dẫn chương trình cho Eurovision: Your Country Needs You 2009. Bản thân James cũng là người được công bố thể lệ bình chọn cho cuộc thi Eurovision Song Contest 2009.

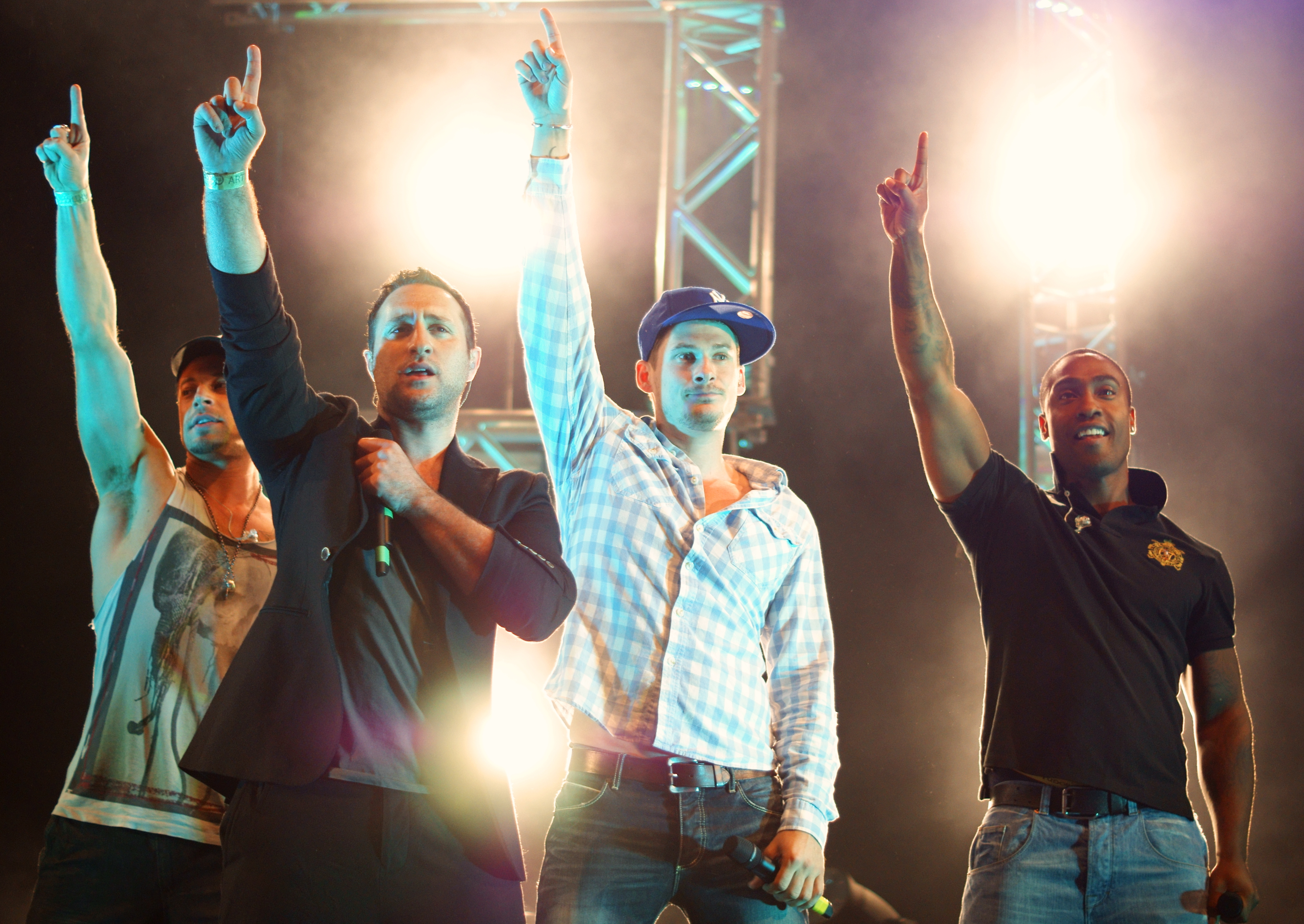
Blue trên sân khấu Manchester vào năm 2011

Blue là nghệ sĩ đầu tiên kể từ The Shadows (1975) từng có đĩa đơn quán quân UK Singles Chart trước khi tham gia vòng loại Eurovision, và cũng là nghệ sĩ đầu tiên kể từ Sonia (1993) đạt thành tựu này trước khi tham gia vòng chung kết châu lục. Ca khúc "I Can" lần đầu được giới thiệu vào ngày 11 tháng 3 năm 2011 trong chương trình The Graham Norton Show. Tại đêm chung kết, ca khúc về vị trí 11 với 100 điểm. Sau cuộc thi, Blue cho rằng kết quả của họ bị ảnh hưởng bởi nhiều yếu tố chính trị, khi cho rằng thứ hạng của họ hoàn toàn có thể được cải thiện nếu nhiều quốc gia từ chối bỏ phiếu cho Vương quốc Anh. Quan điểm này có cơ sở khi European Broadcasting Union công bố Blue về thứ 5 trong vòng bỏ phiếu của công chúng, nhưng chỉ đạt thứ 22 từ phía phiếu bầu của ban giám khảo. James khẳng định rằng kết quả không ảnh hưởng tới sự trở lại của âm nhạc Anh: "Hoàn cảnh tệ nhất cũng không thể khiến chúng tôi từ bỏ ý định ra mắt album mới. Và đó không phải là sản phẩm cuối cùng của chúng tôi – chúng tôi thực sự mong muốn tái hợp ban nhạc."
Trong một bài phỏng vấn, Blue cho biết sẽ hợp tác cùng ca sĩ R&B Bruno Mars trong album tiếp theo của ban nhạc. Trả lời Digital Spy, Ryan chia sẻ: "Chúng tôi cũng hợp tác cùng Ne-Yo, và một số ca khúc do cá nhân tôi sáng tác cũng sẽ được đưa vào album. Ngoài ra có một ca khúc trình bày cùng Mars có tên "Black and Blue" mà anh ấy từng gửi cho chúng tôi nghe từ vài năm trước với nhiều nốt hay ở đoạn điệp khúc." RedOne tham gia sản xuất 3 ca khúc, và ban nhạc cảm thấy đây là "sản phẩm tốt nhất từ trước tới nay của mình". Tháng 2 năm 2012, Blue tổ chức tour diễn nhỏ tại Manila cùng nhóm A1 và Jeff Timmons trong 3 buổi diễn khác nhau (ngày 25 tháng 2 tại Smart Araneta Coliseum và ngày 28 tháng 2 tại Singapore Indoor Stadium). Tour diễn này có tên Boybands: The Greatest Hits Tour.

### 2012–2019:RoulettevàColours
Ngày 22 tháng 6 năm 2012 tại Trung Quốc, Blue lần đầu giới thiệu với công chúng ca khúc mới có tên "Hurt Lovers". Trong đoạn phỏng vấn ngắn ngay sau tour diễn, họ tiết lộ đây là một trong những album chủ đạo của album tái hợp ban nhạc. Sau những phản hồi tích cực tại châu Á, đĩa đơn này chính thức ra mắt tại Đức vào ngày 6 tháng 10 cùng năm. Không lâu sau, bộ phim Schlussmacher xin phép quyền sử dụng bài hát này, và ca khúc chính thức được phát hành toàn cầu vào ngày 4 tháng 1 năm 2013. Đĩa đơn theo kèm bản trình diễn trực tiếp tại Vocea României vào tháng 12 năm 2012 và trong khuôn khổ tour diễn vòng quanh nước Đức của ban nhạc. Trước đó vào tháng 10, trên trang facebook chính thức, Blue tuyên bố album tiếp theo của nhóm mang tên Roulette. Album cũng sớm được ưu tiên phát hành trước tại thị trường Đức vào cuối tháng 1 năm 2013 Bìa đĩa là hình ban nhạc chụp trong một quán casino không có người. Ngày 25 tháng 2 năm 2013, Blue nhận lời tham gia chương trình The Big Reunion của kênh truyền hình ITV 2.
Blue lên kế hoạch trình diễn tại nhà hát Hammersmith Apollo vào ngày 26 tháng 2 năm 2013, và toàn bộ vé chương trìnhd đã bán chạy hết ngay khi được giới thiệu vào ngày 31 tháng 1. DVD của chương trình được phát hành vào tháng 4 cùng năm. Ngày 11 tháng 2, với hiệu ứng tích của dự án The Big Reunion, ban nhạc tuyên bố sẽ lưu diễn vòng quanh nước Anh từ ngày 3–12 tháng 5 năm 2013.

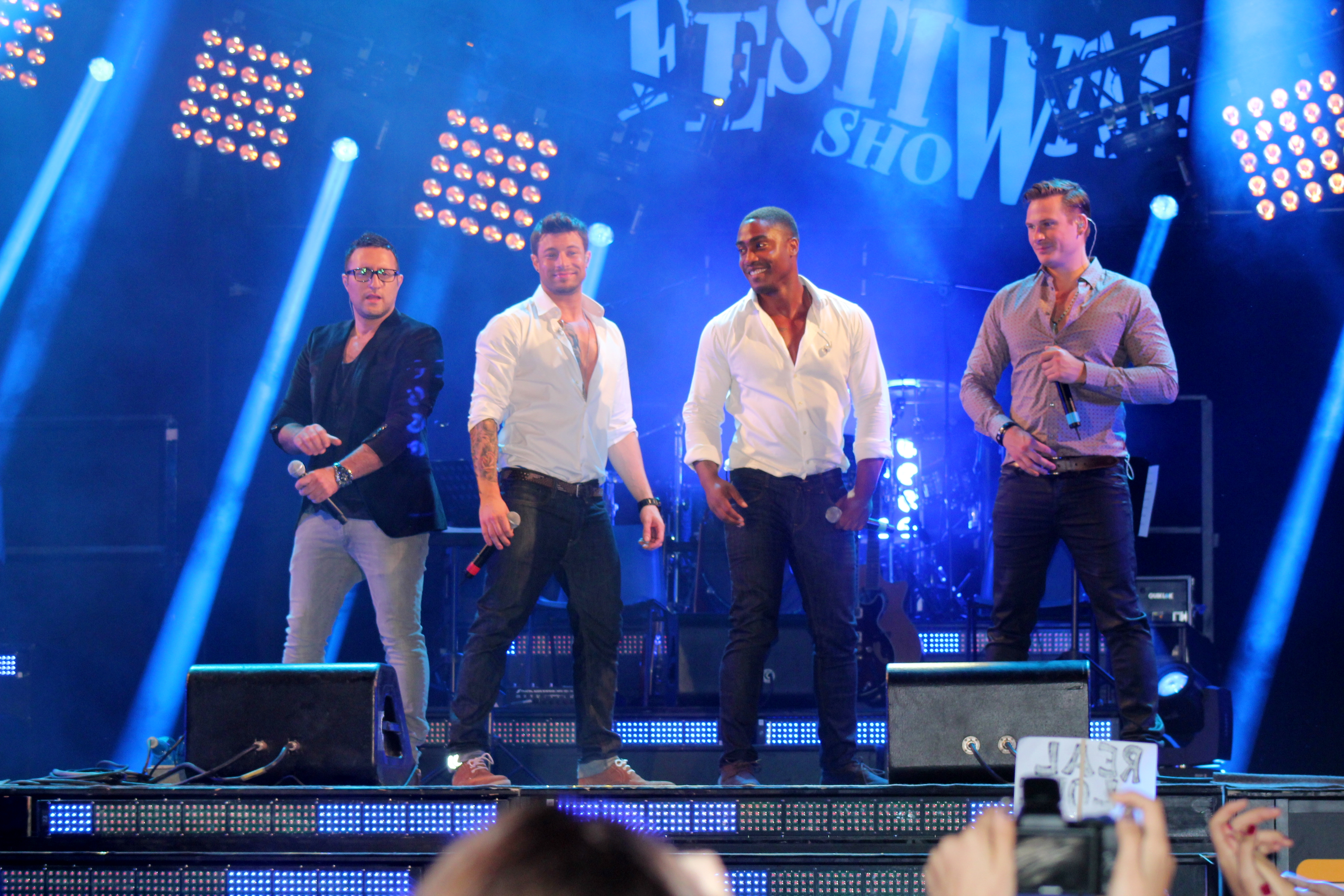
Blue trình diễn tại Ý vào năm 2013

Ngày 28 tháng 4 năm 2013, Blue phát hành album thứ tư mang tên Roulette tại Anh và Ireland. "I Can" được ban nhạc chọn làm đĩa đơn quảng bá của album. Đĩa đơn này được ra mắt vào ngày 1 tháng 5 dưới dạng tải kỹ thuật số, kèm với phiên bản thường được bày bán sau đó vài ngày. Tuy nhiên, "I Can" chỉ đạt vị trí 16 tại UK Singles Chart và là đĩa đơn có thứ hạng thấp nhất của Blue từ trước tới nay. "Hurt Lovers" là đĩa đơn chính thức đầu tiên của Roulette, được phát hành vào ngày 4 tháng 1. "Without You" là đĩa đơn tiếp theo của album, theo kèm là video âm nhạc được ra mắt tại Đức, Áo và Thụy Sĩ. Đĩa đơn thứ ba "Break My Heart" được giới thiệu trên sóng phát thanh vào ngày 29 tháng 6 và dưới dạng tải kỹ thuật số vào ngày 5 tháng 8 năm 2013. Đĩa đơn này được quảng bá tại Đức và Anh, với video âm nhạc theo kèm được ra mắt vào ngày 18 tháng 8. Tiếp theo đó là các đĩa đơn "Broken" và "Ayo", được phát hành vào ngày 2 tháng 2 năm 2014.
Tháng 11 năm 2014, Blue tuyên bố đạt được thỏa thuận sản xuất album cùng Sony Music, và album phòng thu thứ 5 của họ sẽ mang tên Colours, phát hành ngày 9 tháng 3 năm 2015. Tuy nhiên, doanh thu nghèo nàn với chỉ 4.000 đĩa tiêu thụ trong tuần đầu tiên khiến họ ngay lập tức bị thanh lý hợp đồng vào tháng 4 cùng năm. Blue vẫn thực hiện tour diễn vòng quanh nước Anh trong các thảng 3 và 4 năm 2015. Ngày 9 tháng 5, họ trình diễn tại chương trình VE Day 70: A Party to Remember tại Horse Guards Parade. Họ lên kế hoạch sản xuất album phòng thu tiếp theo vào năm 2017, tuy nhiên đề xuất đã bị Sony từ chối. Họ quyết định đi tour trong vòng 2 năm trước khi mỗi thành viên bắt đầu những dự án cá nhân: Costa và James tập trung vào diễn xuất, trong khi Ryan và Webbe tiếp tục cống hiến cho sự nghiệp ca hát solo. Năm 2019, ban nhạc tuyên bố không còn tham vọng sản xuất album phòng thu mà chỉ đi lưu diễn cùng nhau.

### 2021–nay:20th Anniversary Heart&Soul Tour
Ngày 30 tháng 11 năm 2021, Blue tuyên bố tái hợp và lưu diễn nhân dịp kỷ niệm 20 năm thành lập ban nhạc. Tour diễn có sự tham gia của ban nhạc Atomic Kitten. Trong bài phỏng vấn trên chương trình This Morning, họ tiết lộ sẽ thu âm một album mới và cho ra mắt trong thời gian lưu diễn này. Ngày 11 tháng 4 năm 2022, ban nhạc cho giới thiệu album phòng thu thứ 6 mang tên Heart & Soul, phát hành vào ngày 9 tháng 9 cùng năm.

## Danh sách đĩa nhạc
- All Rise (2001)
- One Love (2002)
- Guilty (2003)
- Roulette (2013)
- Colours (2015)

## Tour
| - One Love Tour (2002–2003) - Guilty Tour (2003–2004) - Greatest Hits Tour (2005) - Roulette Tour (2013) - Colours Tour (2015–2016) - Blue Live (2016–2017) - 20th Anniversary Heart & Soul Tour (2022) | Tour kết hợp - The Big Reunion (cùng nhiều nghệ sĩ) (2013) - The Big Reunion Boy Band Tour (cùng nhiều nghệ sĩ) (2014) |  |

## Đề cử và giải thưởng
| Năm  | Đề cử / Tác phẩm | Giải thưởng                                         | Kết quả   |
| ---- | ---------------- | --------------------------------------------------- | --------- |
| 2001 | "All Rise"       | The Record of the Year cho Đĩa đơn của năm          | Đề cử     |
| 2001 | Blue             | TMF Award cho Nghệ sĩ mới xuất sắc nhất             | Đoạt giải |
| 2002 | Blue             | Giải Brit cho Nghệ sĩ mới xuất sắc nhất             | Đoạt giải |
| 2002 | Blue             | Giải Brit cho Nghệ sĩ Pop xuất sắc nhất             | Đề cử     |
| 2003 | Blue             | Giải Brit cho Ban nhạc xuất sắc nhất                | Đề cử     |
| 2003 | Blue             | Giải Brit cho Nghệ sĩ Pop xuất sắc nhất             | Đoạt giải |
| 2003 | Blue             | MTV Asia Awards cho Nghệ sĩ Pop được yêu thích nhất | Đoạt giải |
| 2003 | Blue             | MTV Asia Awards cho Nghệ sĩ mới đuợc yêu thích nhất | Đề cử     |
| 2004 | Blue             | MTV Asia Awards cho Nghệ sĩ Pop được yêu thích nhất | Đoạt giải |
| 2005 | Blue             | MTV Asia Awards cho Nghệ sĩ Pop được yêu thích nhất | Đề cử     |